# Gonolobus fimbriatiflorus
Gonolobus fimbriatiflorus là một loài thực vật có hoa trong họ La bố ma. Loài này được (Morillo) W.D.Stevens mô tả khoa học đầu tiên năm 2000.